# Schoonspringen op de Olympische Zomerspelen 2016 – tienmetertoren vrouwen
Het schoonspringen voor vrouwen vanaf de tienmetertoren op de Olympische Zomerspelen 2016 vond plaats op 17 en 18 augustus 2016. 28 schoonspringsters gingen van start in de voorronde. 18 schoonspringsters kwamen in actie in de halve finale, 12 van hen drongen door tot de finale. Regerend olympisch kampioene was de Chinese Chen Ruolin.

## Uitslag
| Rang   | Naam                  | Land | Voorronde | Voorronde | Halve finale  | Halve finale  | Finale        | Finale        | Finale        | Finale        | Finale        | Finale        | Finale        |
| Rang   | Naam                  | Land | Punten    | Rang      | Punten        | Rang          | 1             | 2             | 3             | 4             | 5             | Punten        | Rang          |
| ------ | --------------------- | ---- | --------- | --------- | ------------- | ------------- | ------------- | ------------- | ------------- | ------------- | ------------- | ------------- | ------------- |
| Goud   | Ren Qian              | CHN  | 385.80    | 2         | 362.40        | 3             | 78.00         | 84.80         | 94.05         | 91.20         | 91.20         | 439.25        | 1             |
| Zilver | Si Yajie              | CHN  | 397.45    | 1         | 389.30        | 1             | 81.00         | 86.40         | 86.40         | 79.20         | 86.40         | 419.40        | 2             |
| Brons  | Meaghan Benfeito      | CAN  | 329.15    | 7         | 332.80        | 9             | 81.60         | 78.00         | 79.20         | 76.80         | 73.60         | 389.20        | 3             |
| 4      | Paola Espinosa        | MEX  | 313.70    | 13        | 306.45        | 12            | 66.00         | 75.90         | 81.60         | 81.60         | 72.00         | 377.10        | 4             |
| 5      | Melissa Wu            | AUS  | 342.80    | 4         | 346.00        | 4             | 73.50         | 72.00         | 75.60         | 81.60         | 66.50         | 368.30        | 5             |
| 6      | Roseline Filion       | CAN  | 323.55    | 9         | 336.80        | 7             | 71.40         | 85.80         | 76.50         | 47.85         | 86.40         | 367.95        | 6             |
| 7      | Kim Un-Hyang          | PRK  | 289.45    | 18        | 343.70        | 5             | 70.50         | 72.00         | 56.10         | 82.50         | 76.80         | 357.90        | 7             |
| 8      | Minami Itahashi       | JPN  | 320.20    | 10        | 335.55        | 8             | 73.60         | 58.50         | 69.30         | 72.00         | 83.20         | 356.60        | 8             |
| 9      | Nur Dhabitah Sabri    | MAS  | 325.85    | 8         | 307.65        | 11            | 72.00         | 75.20         | 59.40         | 59.40         | 72.00         | 338.00        | 9             |
| 10     | Jessica Parratto      | USA  | 346.80    | 3         | 367.00        | 2             | 81.00         | 79.20         | 44.80         | 52.80         | 76.80         | 334.60        | 10            |
| 11     | Pandelela Rinong      | MAS  | 332.45    | 6         | 336.95        | 6             | 72.00         | 53.65         | 72.00         | 73.60         | 59.20         | 330.45        | 11            |
| 12     | Tonia Couch           | GBR  | 332.80    | 5         | 318.00        | 10            | 64.50         | 67.20         | 52.80         | 72.00         | 67.20         | 323.70        | 12            |
| 13     | Katrina Young         | USA  | 313.85    | 12        | 301.45        | 13            | Uitgeschakeld | Uitgeschakeld | Uitgeschakeld | Uitgeschakeld | Uitgeschakeld | Uitgeschakeld | Uitgeschakeld |
| 14     | Joelia Prokoptsjoek   | UKR  | 297.95    | 15        | 300.65        | 14            | Uitgeschakeld | Uitgeschakeld | Uitgeschakeld | Uitgeschakeld | Uitgeschakeld | Uitgeschakeld | Uitgeschakeld |
| 15     | Brittany O'Brien      | AUS  | 290.30    | 17        | 300.05        | 15            | Uitgeschakeld | Uitgeschakeld | Uitgeschakeld | Uitgeschakeld | Uitgeschakeld | Uitgeschakeld | Uitgeschakeld |
| 16     | Ganna Krasnosjlyk     | UKR  | 300.80    | 14        | 295.45        | 16            | Uitgeschakeld | Uitgeschakeld | Uitgeschakeld | Uitgeschakeld | Uitgeschakeld | Uitgeschakeld | Uitgeschakeld |
| 17     | Elena Wassen          | GER  | 291.90    | 16        | 276.70        | 17            | Uitgeschakeld | Uitgeschakeld | Uitgeschakeld | Uitgeschakeld | Uitgeschakeld | Uitgeschakeld | Uitgeschakeld |
| 18     | Jekaterina Petoechova | RUS  | 317.25    | 11        | 259.50        | 18            | Uitgeschakeld | Uitgeschakeld | Uitgeschakeld | Uitgeschakeld | Uitgeschakeld | Uitgeschakeld | Uitgeschakeld |
| 19     | Laura Marino          | FRA  | 289.35    | 19        | Uitgeschakeld | Uitgeschakeld | Uitgeschakeld | Uitgeschakeld | Uitgeschakeld | Uitgeschakeld | Uitgeschakeld | Uitgeschakeld | Uitgeschakeld |
| 20     | Alejandra Orozco      | MEX  | 287.45    | 20        | Uitgeschakeld | Uitgeschakeld | Uitgeschakeld | Uitgeschakeld | Uitgeschakeld | Uitgeschakeld | Uitgeschakeld | Uitgeschakeld | Uitgeschakeld |
| 21     | Maria Kurjo           | GER  | 287.00    | 21        | Uitgeschakeld | Uitgeschakeld | Uitgeschakeld | Uitgeschakeld | Uitgeschakeld | Uitgeschakeld | Uitgeschakeld | Uitgeschakeld | Uitgeschakeld |
| 22     | Ingrid Oliveira       | BRA  | 281.90    | 22        | Uitgeschakeld | Uitgeschakeld | Uitgeschakeld | Uitgeschakeld | Uitgeschakeld | Uitgeschakeld | Uitgeschakeld | Uitgeschakeld | Uitgeschakeld |
| 23     | Sarah Barrow          | GBR  | 277.40    | 23        | Uitgeschakeld | Uitgeschakeld | Uitgeschakeld | Uitgeschakeld | Uitgeschakeld | Uitgeschakeld | Uitgeschakeld | Uitgeschakeld | Uitgeschakeld |
| 24     | Maha Gouda            | EGY  | 276.15    | 24        | Uitgeschakeld | Uitgeschakeld | Uitgeschakeld | Uitgeschakeld | Uitgeschakeld | Uitgeschakeld | Uitgeschakeld | Uitgeschakeld | Uitgeschakeld |
| 25     | Kim Kuk Hyang         | PRK  | 263.20    | 25        | Uitgeschakeld | Uitgeschakeld | Uitgeschakeld | Uitgeschakeld | Uitgeschakeld | Uitgeschakeld | Uitgeschakeld | Uitgeschakeld | Uitgeschakeld |
| 26     | Noemi Batki           | ITA  | 256.90    | 26        | Uitgeschakeld | Uitgeschakeld | Uitgeschakeld | Uitgeschakeld | Uitgeschakeld | Uitgeschakeld | Uitgeschakeld | Uitgeschakeld | Uitgeschakeld |
| 27     | Villo Kormos          | HUN  | 227.70    | 27        | Uitgeschakeld | Uitgeschakeld | Uitgeschakeld | Uitgeschakeld | Uitgeschakeld | Uitgeschakeld | Uitgeschakeld | Uitgeschakeld | Uitgeschakeld |
| 28     | Joelia Timosjinina    | RUS  | 212.25    | 28        | Uitgeschakeld | Uitgeschakeld | Uitgeschakeld | Uitgeschakeld | Uitgeschakeld | Uitgeschakeld | Uitgeschakeld | Uitgeschakeld | Uitgeschakeld |